# バンダー・マーブ
バンダー・マーブ（1973年9月21日 - ）は南アフリカのキックボクサー。210センチ、111キロ。スティーブズ・ジム所属。
マイク・ベルナルドに続く南アフリカ第２の刺客としてK-1出場のために来日。2メートル超の長身を活かした大振りながらも強烈なフックと膝蹴りを得意としていた。

## 来歴
1995年9月、リー・ハスデルにKO勝ち。1995年12月、サム・グレコにKO負け。1996年３月、マイケル・トンプソンにKO勝ち。1996年5月、アンディ・フグにKO負け。1997年3月、アーネスト・ホーストに先にアッパーでダウンを奪ったがローキックで逆転KO負け。1997年７月、スタン・ザ・マンに判定勝ち。1997年9月、フランシスコ・フィリオのバックスピンキックで一撃KO負け。1998年5月、タケルにKO勝ち。
K-1では8試合中7試合がKO決着で、勝っても負けてもKOになるという選手だった。